# ترول (فرمانروا)
تِروِل (با کسرهٔ واو) (به بلغاری: Тервел) فرمانروای مردم بلغار در آغاز سدهٔ ۸ میلادی بود.
او در سال ۷۰۵ عنوان قیصر دریافت کرد که نخستین بار در تاریخ به‌شمار می‌آید. دین ترول احتمالاً مانند پدر بزرگش، کوبرات خان، مسیحیت بود.
زمانی که ارتش بلغار توانست عرب‌ها را در جریان محاصره قسطنطنیه (۷۱۸-۷۱۷) شکست دهد، ترول از سوی معاصرانش با عنوان «ناجی اروپا» نامیده‌شد.